# يو مفرغة الهواء
U Antliae (U مفرغة الهواء) أو (U Ant) هو نجم في كوكبة مفرغة الهواء يبعد عن الأرض نحو 900 سنة ضوئية (حوالي 270 فرسخ فلكي).
U مفرغة الهواء نجم أحمر ساطع كربوني من النوع-C ومتغير بطيء غير منتظم التغير يتراوح بين القدر 5,27 و 6.04. يلمع بضياء يعادل نحو 8,000 ضياء شمسي ودرجة حرارة سطحة 2,800 كلفن ويحيط به غلافان من الغبار، يعتقد أنهما قذفا قبل 14,000 و 10,000 سنة مضت.